# هادريانوس جونيوس
كان هادريانوس جونيوس (1511-1575)، المعروف أيضًا باسم أدريان دي جوني، طبيبًا هولنديًا وباحثًا كلاسيكيًا ومترجمًا وعاجمًا وعالمًا للآثار ومؤرخًا ورمزًا وعميد مدرسة وشاعرًا لاتينيًا.
لا ينبغي الخلط بينه وبين العديد من الأسماء (بما في ذلك عميد مدرسة أمستردام في القرن السابع عشر). لم يكن له علاقة بفرنسيسكوس جونيوس.

## السيرة شخصية

### حياته

#### الشباب والتعليم
ولد أدريان دي جوني أو هادريانوس جونيوس في بلدة هورن الفريزية الغربية في 1 يوليو 1511، من عائلة من الحكام المحليين. التحق بالمدرسة اللاتينية في هارلم. في سن 23 عامًا، ذهب للدراسة في لوفان، حيث أمضى عامين. ثم شرع في رحلة بيريغريناتيو أكاديميكا، التي قادته عبر سيينا وبولونيا والبندقية وروما.
في رسائله، يتحدث عن زياراته للطبيب الإنساني القانوني الشهير أندريا ألكياتو، وحضوره خدمة طقسية يونانية أرثوذكسية متقطعة في البندقية، وعن تجربة مع الديدان المتوهجة في ريف بولونيا. حصل على درجة الدكتوراه في الفلسفة والطب من بولونيا عام 1540. بعد فترة وجيزة من تخرجه، غادر جونيوس إلى باريس، مركز الطباعة. هناك عمل كوكيل لرئيس المطبعة كريستيان ويتشل، الذي نشر أول عمل له: طبعة بالترجمة اللاتينية لكاسيوس إياتروسوفيستا (1541). في باريس، ويبدو أن جونيوس قد التقى إدموند بونر، أسقف لندن، الذي زار غينت معه.